# Хистогенеза
Хистогенеза (од гр. histos - ткиво; genesis - образовање, развиће) је свеукупност процеса којима се диференцијацијом појединих ћелија формира карактеристичан изглед ткива у току онтогенетског развића. У образовању ткива учествују клицини листови: ектодерм, ендодерм и мезодерм. За свако ткиво се зна тачно који клицини листови учествују у његовом образовању па тако мишићно ткиво настаје од мезодерма, а нервно од ектодерма, мада има и ткива која настају од више клициних листова, као нпр. епител коже настаје од ектодерма, а цревни епител од ендодерма.

## Клицини листови
Образују се током процеса гаструлације када се од једнослојне бластуле образује прво двослојна, а затим и трослојна гаструла. Двослојна гаструла се састоји од ектодерма и ендодерма, који се заједно називају примарни клицини листови. У трослојној гаструли образује се и мезодерм, од ендодерма или ектодерма.

## Преглед органа - деривата клициних листова
| клицин лист | категорија | дериват                                                 |
| ----------- | ---------- | ------------------------------------------------------- |
| ендодерм    | генерално  | гастроинтестинални тракт                                |
| ендодерм    | генерално  | систем за дисање                                        |
| ендодерм    | генерално  | ендокрине жлезде и органи (јетра и гуштерача)           |
| мезодерм    | генерално  | скелетни систем                                         |
| мезодерм    | генерално  | већим делом крвни систем                                |
| мезодерм    | генерално  | везивно ткиво                                           |
| Mesoderm    | генерално  | екскреторни систем                                      |
| Mesoderm    | генерално  | мезенхим                                                |
| мезодерм    | генерално  | мезотелијум                                             |
| мезодерм    | генерално  | мишићни систем                                          |
| мезодерм    | генерално  | перитонеум (секундарна телесна дупља)                   |
| мезодерм    | генерално  | полни систем                                            |
| мезодерм    | кичмењаци  | хордомезодерм                                           |
| ектодерм    | генерално  | нервни систем                                           |
| ектодерм    | генерално  | кожни систем                                            |
| ектодерм    | кичмењаци  | кожа (укључујући кожне жлезде, длаке, нокте)            |
| ектодерм    | генерално  | епител усне и носне дупље]]                             |
| ектодерм    | генерално  | сочиво и рожњача ока, такође и мрежњача                 |
| ектодерм    | кичмењаци  | меланоците                                              |
| ектодерм    | кичмењаци  | периферни нервни систем                                 |
| ектодерм    | кичмењаци  | хрскавица лица                                          |
| ектодерм    | кичмењаци  | дентин                                                  |
| ектодерм    | кичмењаци  | мозак (rhombencephalon, mesencephalon и prosencephalon) |
| ектодерм    | кичмењаци  | кичмени нерви и моторни неурони                         |
| ектодерм    | кичмењаци  | ретина                                                  |

1. ↑  генерално  односи се на све или на већину животиња.
2. ↑  кичмењаци односи се на све или на већину кичмењака